# 木島日記
『木島日記』（きじまにっき）は、大塚英志原作、森美夏画による漫画、また大塚による小説。

## 概要
『エースダッシュ』1998年5月号から連載がスタートし、その後『月刊エースネクスト』、『エース特濃』vol.1と掲載誌を変えながら2003年まで連載され、単行本は4巻まで刊行された。原作者の大塚によってノベライズもされ、2巻まで刊行されている。漫画版では未完であったが、2017年に小説『もどき開口 木島日記完結編』が刊行され、小説の形で物語は完結した。
民俗学者・折口信夫と仮面の仕分け屋・木島平八郎が主人公のオカルト伝奇ミステリー。二・二六事件が起こり、右傾化し戦争へと向かいながら、オカルトや猟奇事件が跋扈する昭和初頭の複雑怪奇な世相が描かれる。コミックスの各章のタイトルは折口信夫の著作の題名から引用されている。
柳田國男が狂言回しの『北神伝綺』、小泉八雲が狂言回しの『八雲百怪』と同じ3部作の2作目である。

## あらすじ
昭和11年（1936年）夏・東京。民俗学者の折口信夫博士は、偶然迷い込んだ古書店「八坂堂」で、自分の名前が無断で借用された偽書を発見する。そこには仮面を付けた店主・木島平八郎の信じられないような過去が書かれていた。それ以来、折口博士は奇妙な事件に巻き込まれるようになる。

## 登場人物

### メインキャラクター
木島 平八郎（きじま へいはちろう）
主人公。仮面を被った謎の男。かつては「人倫よりも知的好奇心を優先する」帝大の科学者組織「瀬条機関」の研究員だったが、恋人の死を受け入れられず、恋人の死体を使って「死人返り」の実験を行うものの失敗、恋人の死体は爆発し、飛び散った肉片が顔にへばりついて離れなくなる。木島が仮面を被っているのは、この肉片を保護するため。
事件後、大学を離れ、偽書専門の古書店「八坂堂」を開くが、組織との繋がりは続いており、組織の研究や実験の結果発生したものを、この世に「あってはならないもの」とそうでないものに「仕分け」する「仕分け屋」をしている。
折口 信夫（おりくち しのぶ）
物語における狂言回し。國學院大學教授。柳田國男と並ぶ日本民俗学の創始者の一人。顔の鼻筋に青痣がある。極度の女性嫌いであり、同性愛者でもある。自分の母は産みの親ではなく、どこかに本当の母親がいるという妄想に憑かれている。
美蘭（メイファン）
満州のサーカスで発見された巫女の資質を秘める少女。アーヴィング博士の研究の実験材料として日本に連れてこられた。その後、一ツ橋と偽装結婚するが、一ツ橋が建国大学に赴任することになったため、折口の家に居候することになる。他人の心理に感応し易い余り、自分の存在価値を他人の中にしか見出すことができない。
土玉（どたま）
瀬条機関の研究員。木島が瀬条機関にいた時の同僚で、頻繁に八坂堂に顔を出し、木島と組織のパイプ役をしている。専門は「水死体の研究」である。食えない性格で、死体を見ても全く動じないどころか寧ろ生粋のネクロフィリアのきらいがあり、不味い握り飯を頬張っていても死体を見れば唾が出てくるほど。なお、「どたま」とは通称で本名は土玉理（つちたま さとし）である。
一ツ橋 光治（ひとつばし みつはる）
陸軍中尉（後に大尉に）。通称「陸軍一の世渡り上手」。陸軍のあらゆる派閥にコネクションを持っている。瀬条機関ともつながりがあり、美蘭と偽装結婚する。下の名前は漫画版では登場せず小説版にて登場する。
清水 義秋（しみず よしあき）
陸軍少尉。二・二六事件の生き残り。事件後の粛清人事で処刑される事となり、本人もそれを望んでいたのだが、自称・友人の一ツ橋の勝手な尽力で不本意ながら生き続けることとなる。代償として、軍の汚れ仕事である瀬条機関とのパイプ役をやらされている。下の名前は漫画版では登場せず小説版にて登場する。
ナオミ・アーヴィング
ユダヤ人の女性。東方協会所属。神秘学者であるが、ナチスドイツの工作員でもある。ナチスの命を受け、様々な政治工作に従事している。ユダヤ人でありながらナチスの命令で行動しているのは、彼女にとって民族などというものは何の意味も無いからである。ファーストネームは漫画版では登場せず小説版にて登場する。
安江 仙弘（やすえ のりひろ）
陸軍大佐。関東軍特務機関長。ヨーロッパで迫害されているユダヤ人を満洲国に迎え入れ、国際問題であるユダヤ人問題を解決する事で満洲国を国際社会に承認させ、ついでにユダヤ人の潤沢な資本を満州国に投下してもらい日本がちゃっかり甘い汁を吸うことを狙った国家的陰謀である、暗号名「河豚計画」の推進者。問題を現実的に解決できれば細かいことはどうでもいいという大雑把でいい加減な性格で、五族協和にユダヤ人を加えて「六族協和」にしようと主張。軍の極秘国家計画を白昼堂々と大衆の前で演説する怪人。下の名前は漫画版では登場せず小説版にて登場する。
根津（ねづ）
木島の助手の青年。殺人鬼であり、食人鬼である。瀬条機関のリーダー・瀬条教授の「人類三大タブー」の研究の産物。
瀬条 景鏡（せじょう かげあきら）
東京帝国大学教授。瀬条機関とは帝大の彼の研究室を中心とした帝大の科学者組織である。あらゆる分野の研究者を傘下に置いており、軍とも密接な関係にある。信条は「人倫よりも知的好奇心を優先する」こと。下の名前は漫画版では登場せず小説版にて登場する。

### ゲストキャラクター
月（つき）
瀬条機関が某所より入手した人体実験用の少女。木島の恋人だったが自殺。死体の肉片が木島の顔にはりついている。
平賀 譲（ひらが ゆずる）
海軍中将。「軍艦の神様」とよばれている。
カール・ハウスホッファー
ドイツの地政学者。瀬条機関の前身である緑竜会の創設メンバーの一人。ヒトラーのブレーンであったが、妻がユダヤ人であるためヒトラーに疎まれている。UFOの設計図を日本に持ち込み木島に「仕分け」を依頼する。
スパイM
変装の名人。骨と皮がゴムの様に変化する特殊な顔で、どんな人間にも変装できる。木島の依頼で仕分けを手伝うこともある。

## 単行本
- 旧版：角川書店（ニュータイプ100%コミックス、装幀：鈴木成一）、全4巻
  1. 1999年10月30日初版発行（1999年11月4日発売） ISBN 4-04-853096-8[2]
  2. 2001年1月1日初版発行（2000年12月22日発売） ISBN 4-04-853279-0[3]
  3. 2003年7月10日初版発行（2003年7月8日発売） ISBN 4-04-853553-6[4]
  4. 2003年7月10日初版発行（2003年7月8日発売） ISBN 4-04-853609-5[5]
- 新装版：角川書店（角川コミックス・エース、装幀：鈴木成一）、全3巻
  - 上：2009年4月28日発行 ISBN 978-4-04-715161-1[6]
  - 中：2009年4月28日発行 ISBN 978-4-04-715196-3[7]
  - 下：2009年4月28日発行 ISBN 978-4-04-715227-4[8]

## 小説版
漫画版とはストーリーや結末、人物名が一部変更されている。漫画版には登場しない「語り手」が登場しており、木島平八郎が自分の体験を小説化した「偽書」→それを送りつけられた折口信夫が、木島の体験に自分の体験を書き加えて何者かに口述筆記させた「ノート」→そのノートを古本屋で偶然見つけた語り手が、それをノベライズした小説版「木島日記」、とまるで伝言ゲームのような実験的な手法が試みられている。

### 小説版オリジナルの登場人物
“語り手”
現代日本の人物である男性。名前は不明。木島平八郎の顔と同じ位置に生まれつき痣がある。元は折口民俗学の研究者であったが、大学院生の時に些細な一言が指導教官の逆鱗に触れてしまったため、アカデミズムでのキャリアを断念せざるを得なくなり、現在は地方の短大の講師をしている。ある日、古本屋で折口博士が記したともそうでないともとれる怪しげなノートを見つけ、その内容に惹かれた彼は、生活費を稼ぐために、そのノートをノベライズしたいいかげんな小説をミステリー雑誌に偽名で発表し始める（ちなみに彼はそのノートが折口博士とは無関係の人物が創作した偽書ではないかと疑っている）。

### 小説版の単行本
1. 木島日記（角川書店：2000年7月15日初版発行〈2000年7月14日発売〉 ISBN 4-04-873234-X[9]、角川文庫：2003年3月25日発売 ISBN 4-04-419112-3[10]、角川文庫改版：2017年9月23日発売 ISBN 978-4-04-106268-5[11]。初出はKADOKAWAミステリ1999年11月号、12月号、2000年1月号、3月号〜5月号） - 第22回吉川英治文学新人賞候補作。
2. 木島日記 乞丐相（角川書店：2001年11月10日初版発行〈2001年11月16日発売〉 ISBN 4-04-873327-3[12]、角川文庫：2004年3月25日発売 ISBN 4-04-419118-2[13]、角川文庫改版：2017年9月23日発売 ISBN 978-4-04-106269-2[14]。初出はKADOKAWAミステリ2000年12月号〜2001年6月号） - 巻末に「キャラクターファイル」が収録されている。
3. 木島日記 もどき開口（角川書店：2017年11月2日発売 ISBN 978-4-04-104221-2[15]。初出は『怪』vol.0026〈2009年4月〉～vol.0047〈2016年3月〉）
4. 木島日記 うつろ舟（星海社：2022年7月28日発売 。初出は『KADOKAWAミステリ』2002年4〜5、7〜11月号、2003年1、3月号）
5. 木島日記 もどき開口 上巻（星海社：2023年4月25日発売 ISBN 978-4065316207 [16]。初出は角川書店。巻末にスピンオフ新作「根津しんぶん」収録）
6. 木島日記 もどき開口 下巻（星海社：2023年4月25日発売 ISBN 978-4065316214 [17]。初出は角川書店。巻末に初期設定小説「人喰い異聞」収録）

## 他の作品との関係
- 『北神伝綺』に兵頭北神が「八坂堂」を訪れるシーンがあり、木島平八郎と根津が登場する。
- 『八雲百怪』に土玉理の父親が登場する。
- 『多重人格探偵サイコ』に登場する科学者グループ「ガクソ（学窓会）」は本作の瀬条機関及び東方協会を前身としている。
- 『多重人格探偵サイコ』に登場する「清水老人」と本作の「清水義秋」は同一人物である。
- 『多重人格探偵サイコ』に登場する「御恵てう（後のミセス・ジョークマン）」と本作の「ナオミ・アーヴィング」は同一人物である。
- スパイMは原作が同じ大塚英志の漫画『オクタゴニアン』（作画：杉浦守）、『三つ目の夢二』（作画：ひらりん）、『東京オルタナティヴ』（作画：西川聖蘭） にも登場している

## モチーフ
- 木島平八郎の「あってはならないものとそうではないものの境界上に立つ仕分け屋」というキャラクター設定は、探偵小説マニアでもあった折口信夫が、コナン・ドイルについて論じた評論『人間惡の創造』にてシャーロック・ホームズを、「人間には関わっていい領域とそうでない領域があって、その境目に立ち、その所在を示す門番がホームズである」と論じていた事にインスパイアされている[18]。
- 仮面で顔を隠した木島平八郎のビジュアルは、横溝正史原作・市川崑監督の映画『犬神家の一族』（1976年）の登場人物、犬神佐清からの着想とされる[19]。
- 第9話『身毒丸』作中で神隠しに遭う少年のモデルは、評論家の江藤淳である[20]。江頭淳夫は江藤淳の本名。

## 脚註
1. ↑  『木島日記 乞丐相』巻末収録の「キャラクターファイル」より。
2. ↑  “「木島日記　第１巻」 森　美夏 - KADOKAWA”.  KADOKAWA. 2022年1月30日閲覧。
3. ↑  “「木島日記２」 大塚　英志 - KADOKAWA”.   KADOKAWA. 2022年1月30日閲覧。
4. ↑  “「木島日記（３）」 森　美夏 - KADOKAWA”.   KADOKAWA. 2022年1月30日閲覧。
5. ↑  “「木島日記（４）」 森　美夏 - KADOKAWA”.   KADOKAWA. 2022年1月30日閲覧。
6. ↑  “「木島日記　上」 大塚　英志 - KADOKAWA”.   KADOKAWA. 2022年1月30日閲覧。
7. ↑  “「木島日記　中」 大塚　英志 - KADOKAWA”.   KADOKAWA. 2022年1月30日閲覧。
8. ↑  “「木島日記　下」 大塚　英志 - KADOKAWA”.   KADOKAWA. 2022年1月30日閲覧。
9. ↑  “「木島日記」 大塚　英志 - KADOKAWA”.   KADOKAWA. 2022年1月30日閲覧。
10. ↑  “「木島日記」 大塚　英志 - KADOKAWA”.   KADOKAWA. 2022年1月30日閲覧。
11. ↑  “「木島日記」 大塚　英志 - KADOKAWA”.   KADOKAWA. 2022年1月30日閲覧。
12. ↑  “「木島日記　乞丐相」 大塚　英志 - KADOKAWA”.   KADOKAWA. 2022年1月30日閲覧。
13. ↑  “「木島日記　乞丐相」 大塚　英志 - KADOKAWA”.   KADOKAWA. 2022年1月30日閲覧。
14. ↑  “「木島日記　乞丐相」 大塚　英志 - KADOKAWA”.   KADOKAWA. 2022年1月30日閲覧。
15. ↑  “「木島日記　もどき開口」 大塚　英志 - KADOKAWA”.   KADOKAWA. 2022年1月30日閲覧。
16. ↑  “「木島日記　もどき開口 上巻」 大塚　英志 - 星海社”.   星海社. 2023年4月25日閲覧。
17. ↑  “「木島日記　もどき開口 下巻」 大塚　英志 - 星海社”.   星海社. 2023年4月25日閲覧。
18. ↑  「木島日記　第３巻」（角川書店ニュータイプ100%コミックス、2003年7月10日初版発行）の巻末の大塚英志による「あとがき」
19. ↑  大塚英志『キャラクター小説の作り方』（初版）角川書店、2006年6月25日（原著2003年）、45頁。ISBN 4-04-419122-0。／「木島日記　下巻」（角川書店角川コミックス・エース、2009年4月28日発行）の巻末の大塚英志による「新装版あとがき」
20. ↑  旧版の第3巻の「あとがき」より。